# ولفگانگ کیلینگ
ولفگانگ کیلینگ (آلمانی: Wolfgang Kieling؛ زاده ۱۶ مارس ۱۹۲۴- درگذشته ۷ اکتبر ۱۹۸۵) بازیگر آلمانی بود.
از فیلم‌های معروف او می‌توان به بازی در هشدار اسکاتلندیارد: ۶ قتل بدون قاتل!، دوئل در غروب آفتاب و انتقام فو مانچو اشاره کرد.